# 熾盛光佛並五星圖
《熾盛光佛並五星圖》是一幅出自莫高窟藏經洞的唐朝佛教絹畫，現藏大英博物館。此畫是中國最早將這五大古典行星擬人化的藝術作品，不僅題材罕見，而且還有題記曰「熾盛光佛並五星神，乾寧四年正月八日，弟子張淮興畫表慶光」，記錄了創作年份和畫家名諱。

## 概述
該畫由主尊熾盛光佛和五星組成，這一衆神靈都乘踏在五彩祥雲上。熾盛光佛周身放射五彩強光，乘坐一輛雄牛所牽的車向左奔馳，他面前的祭壇上擺放一套華麗的黃金祭器，身後有兩隻飄揚的旗幟。這套祭器使用墨描，當初可能使用了金色暈染。熾盛光佛周圍以逆時針排列着五星神像，依照《梵天火羅九曜》的記載：頭戴猿冠，身着黑衣，手持紙筆的女子是晨星 (水星)；頭戴豬冠，身着青衣，手捧花果的男子是歲星 (木星)；頭戴牛冠，手持錫杖，棕褐色皮膚的婆羅門男子是土星；頭戴鳥冠，皮膚白如雪，身着白色練衣，手彈琵琶的女子是太白星 (金星)；頭戴驢馬冠，紅髮紅膚，四隻手各持矢、弓、劍和三叉戟的外道男子是熒惑星 (火星)。該畫鮮麗耀目，很可能是在宗教遊行時，用來挑掛在遊行隊伍中。

## 其他版本
法國國家圖書館還藏有另一幅《熾盛光佛並五星圖》（圖片見“畫廊”），為紙本彩繪，大約創作於公元9至10世紀，不同的是代表金星的神靈被改以男性呈現。

## 畫廊

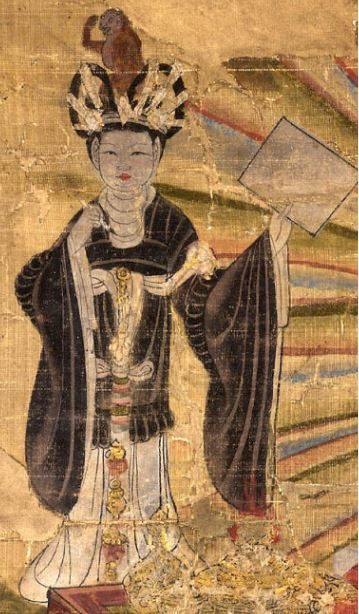
頭戴猿冠，手持紙筆的晨星(水星)
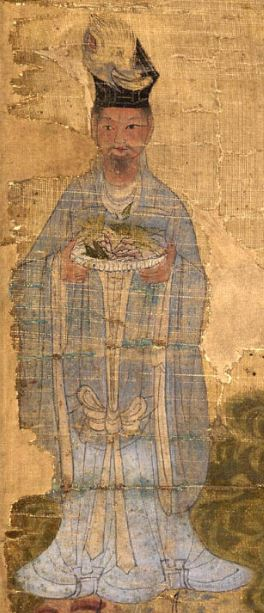
頭戴豬冠，手捧花果的歲星(木星)
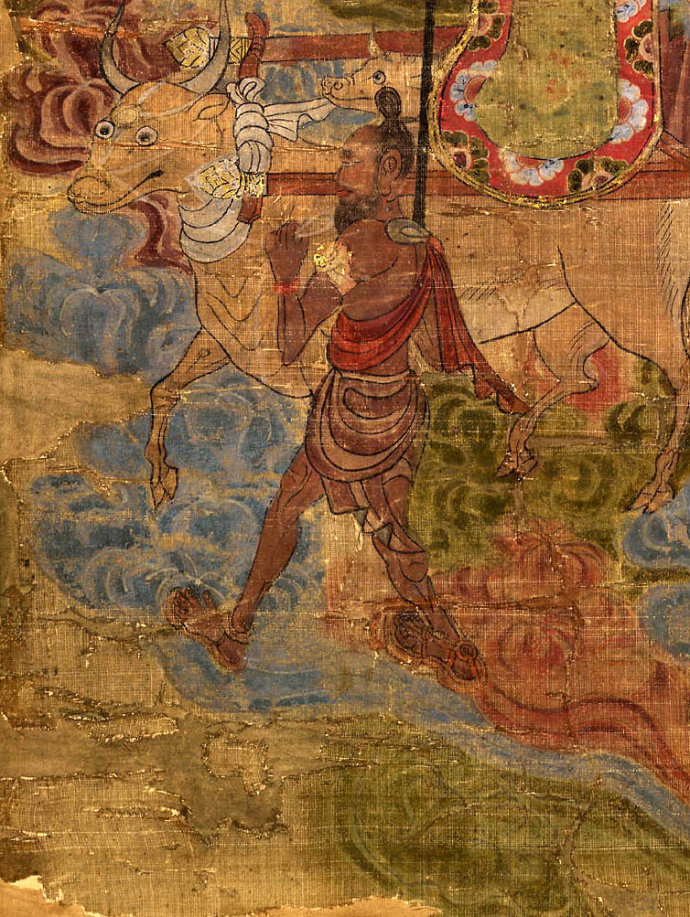
頭戴牛冠，手執錫杖的鎮星（土星）
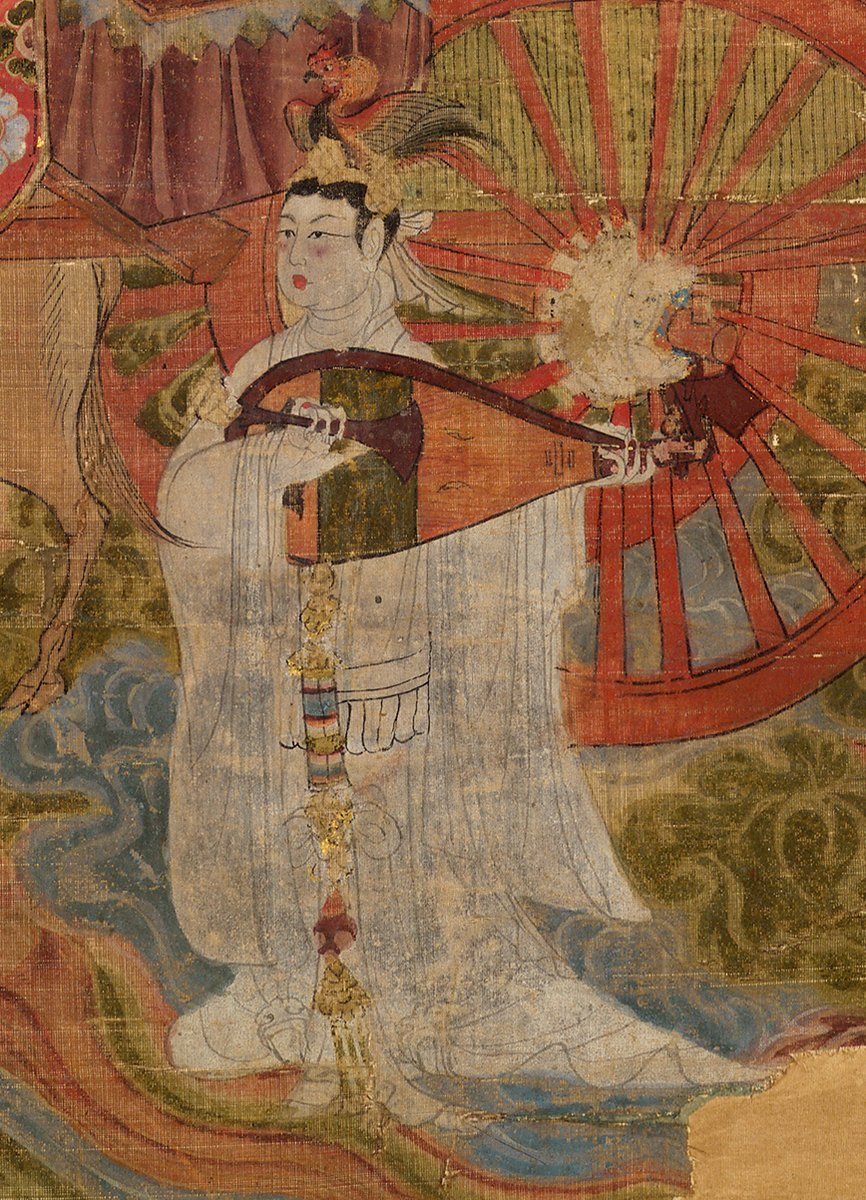
頭戴鳥冠，手彈琵琶的太白星(金星)
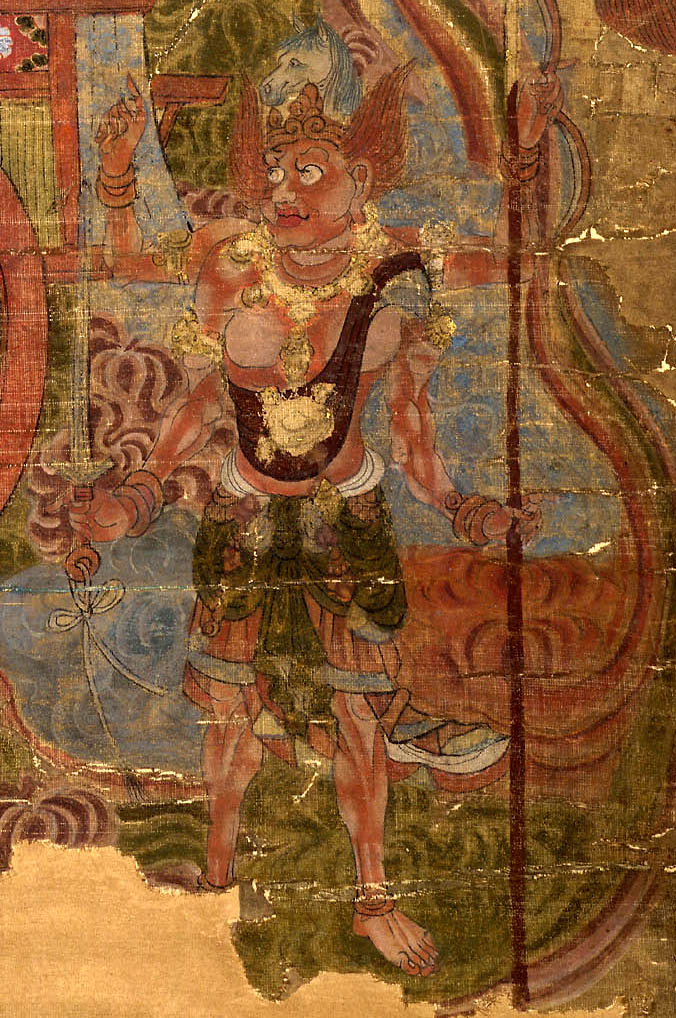
頭戴驢馬冠，手持矢、弓、劍和三叉戟的熒惑星(火星)
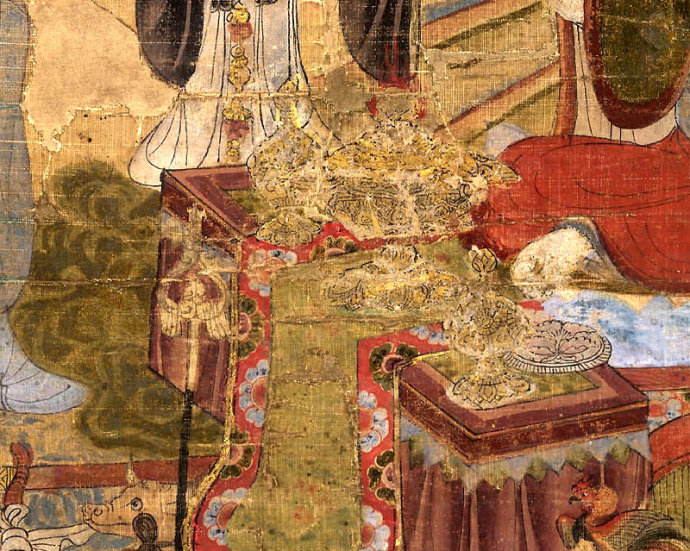
擺放在祭壇上的黃金祭器
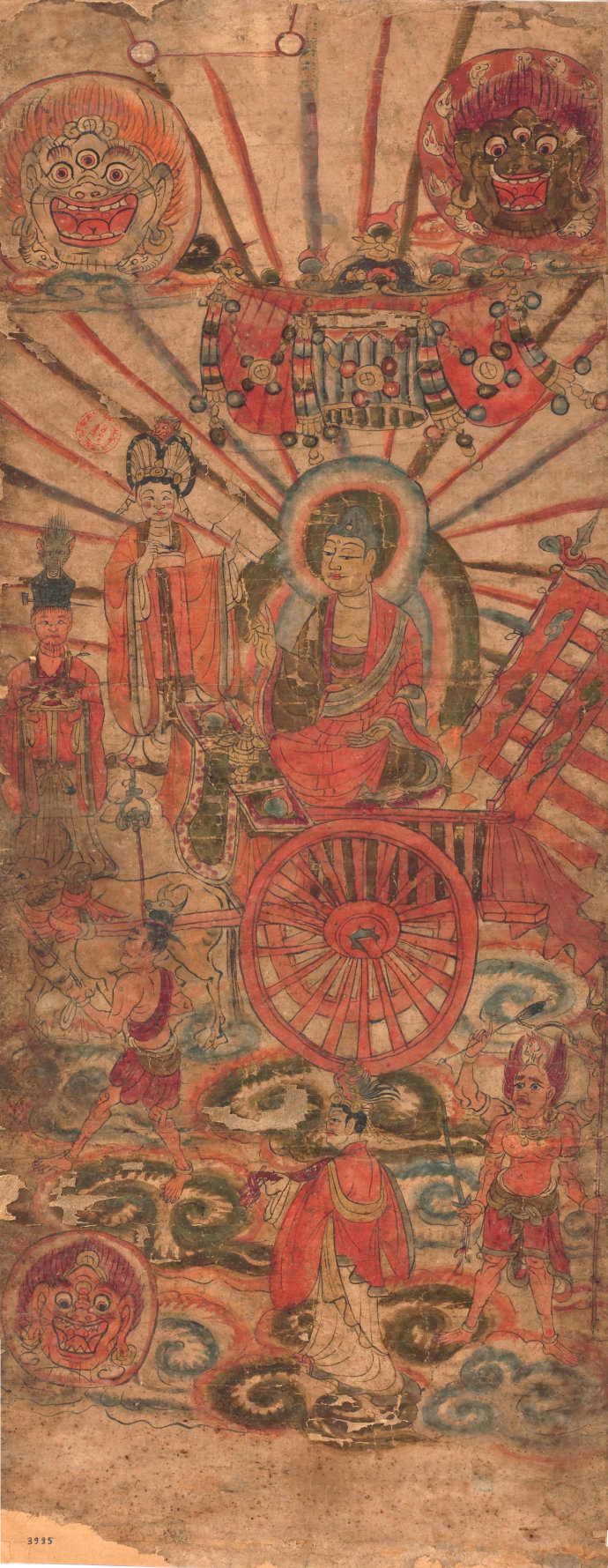
法國國家圖書館所藏之《熾盛光佛並五星圖》
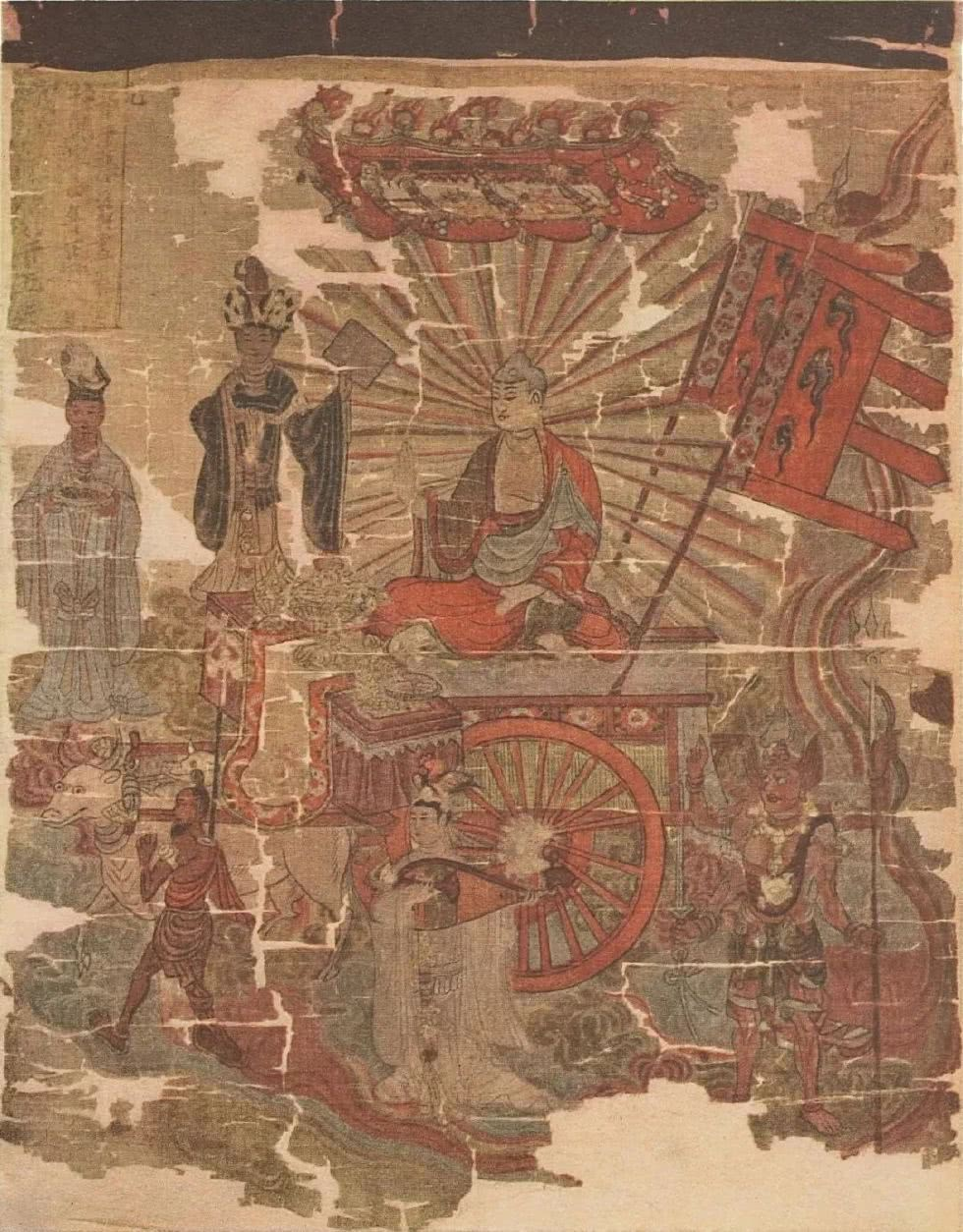
《炽盛光佛并五星图》的另一个版本

## 外部連結
- Ethnicity in Tang Buddhist Art （页面存档备份，存于） at Chinese Buddhist Encyclopedia （英文）